# Pensil mexicano

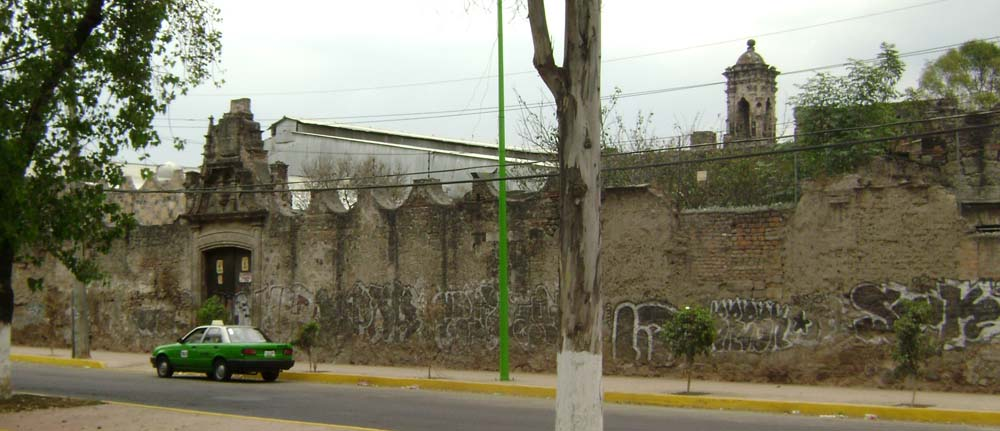
Muro lateral del Pensil Mexicano afectado por el vandalismo

El Pensil Mexicano es un jardín de estilo barroco ubicado en lo que ahora es un predio de 3000 m² en el número 80 de la calle Lago Chiem, en la colonia Pensil de la Ciudad de México. Es considerado uno de los últimos vestigios de los jardines novohispanos de recreo.

## Historia
El nombre pensil en castellano antiguo significa jardín delicioso.
Durante la época virreinal y el siglo XIX en la Ciudad de México era común la construcción de quintas con huertas y jardines para regocijo de sus moradores. Sobresalientes por sus dimensiones, estas propiedades contaban con piezas de grandes proporciones alrededor de patios o corredores bastante espaciosos. Las fachadas ostentaban exuberantes elementos decorativos; los jardines contenían glorietas, fuentes y esculturas. El Pensil Mexicano fue concebido con esas características, un edificio con espacios de recreo, que fue construido durante el siglo XVIII en el barrio de Santa María Magdalena Tolman, localizado en el pueblo de Tacuba. En la fachada la leyenda originalmente rezaba “Pensil Americano”, y tras la Intervención estadounidense en México, la leyenda fue alterada conservándose así hasta la actualidad: “Pensil Mexicano”. La edificación atrapaba la atención de propios y extraños por su fachada, donde destacaba el escudo de armas, y en su interior las graciosas portadas daban acceso a los jardines de la finca.
El acceso a la huerta principal estaba formado por arcos en los que remataba un escudo de armas toscamente labrado; incluso algunos los elementos ornamentales de la construcción hicieron pensar al historiador Manuel Toussaint que databan al menos de un siglo atrás al XVIII. Según Manuel Toussaint, el Pensil Mexicano perteneció al bachiller en filosofía y cánones de la Real y Pontificia Universidad de México, Manuel Marco de Ibarra, y formaba parte de una serie de casas de recreo y fincas de la zona, caracterizadas por patios y corredores amplios y un acceso donde se labraba el escudo de armas del propietario.
La construcción fue declarada monumento histórico el 8 de abril de 1932. Los argumentos del documento destacaron la capilla, de estilo churrigueresco, y que fue construida en la quinta o sexta década del siglo XVIII, así como los elementos arquitectónicos de los accesos de la huerta principal y el jardín. En ese entonces se argumentaba que era el único edificio que conservaba sus huertas de recreo, su portada, las arcadas, las exedras y fuentes del jardín, la puerta de la capilla y su torre decoradas profusamente. Si bien durante varias décadas fueron de interés cultural los jardines históricos, la categoría que fundamentaba su conservación desapareció de la Ley Federal vigente sobre monumentos arqueológicos, artísticos e históricos de 1972. De cualquier modo, el predio del Pensil comenzó a fraccionarse desde 1960, y donde estuvo el terreno de su antigua huerta aparecieron bodegas, alterando el entorno del edificio.

## Estado actual
El monumento está rodeado de bodegas. Su fachada está en severo estado de deterioro y sufre los efectos del vandalismo a través del graffiti. El terreno fue vendido a un particular que construyó una bodega en el número 76 de Lago Chiem, adyacente al monumento histórico. A pesar de que se le declaró monumento nacional en 1932, el inmueble está en estado de abandono, y la construcción y ampliación de bodegas adyacentes, construidas sin permiso de la delegación, lo han deteriorado. Juntas de vecinos y el INAH han tratado de impedir este deterioro, hasta ahora sin éxito. 

## Recuperación
El Instituto de Investigaciones Históricas de la UNAM ha brindado asesoría en proyectos de rehabilitación  pero actualmente el lugar sigue en el abandono. Los vecinos han constituido el Comité para el Rescate y Restauración de El Pensil Mexicano, y buscan que el Gobierno expropie con fines de utilidad pública el predio, para rescatar el jardín y establecer allí el "Centro Cultural El Pensil Mexicano" (enlace roto disponible en Internet Archive; véase el historial, la primera versión y la última).
El Gobierno del Distrito Federal aseguró que para el último trimestre del 2008 contemplaba rehabilitaciones y rescates en toda la ciudad, entre los que se incluye el Pensil Mexicano.  (enlace roto disponible en Internet Archive; véase el historial, la primera versión y la última).
La delegada afirmó en octubre de 2007 que planean usar recursos públicos para rescatar el predio, ya sea por expropiación, compra o donación.  (enlace roto disponible en Internet Archive; véase el historial, la primera versión y la última).
La Coordinación Nacional de Monumentos Históricos no tiene registrado el Pensil en [su site].